# عدانة (النادرة)

تعديل مصدري - تعديل

عدانة محلة تابعة لقرية جحزان، التابعة لعزلة حزيب بمديرية النادرة إحدى مديريات محافظة إب في الجمهورية اليمنية، بلغ تعداد سكانها 184 حسب تعداد اليمن لعام 2004.